# Langøyna (Raunøyna)
Ne doit pas être confondu avec Langøyna.
Langøyna est une île dans le landskap Sunnhordland du comté de Vestland. Elle appartient administrativement à Masfjorden.

## Géographie
Rocheuse et pratiquement désertique, à fleur d'eau, elle s'étend sur environ 205 m de longueur pour une largeur approximative maximale de 122 m.